# Boulevard Roland-Therrien
Pour les articles homonymes, voir Therrien.
Le boulevard Roland-Therrien est une artère de la ville de Longueuil sur la Rive-Sud de Montréal.

## Situation et accès
Le boulevard Roland-Therrien débute à l'intersection du boulevard Vauquelin aux limites de l'arrondissement Saint-Hubert comme boulevard résidentiel à deux voies par direction. À partir du boulevard Roberval, l'artère est à trois voies par direction et devient plus commerciale au nord du boulevard Des Ormeaux. Le boulevard se termine au nord de la rue d'Auteuil en devenant la bretelle d'accès à l'autoroute 20/route 132. 

## Origine du nom
Le boulevard Roland-Therrien a été nommé en l'honneur de Roland Therrien, maire de Jacques-Cartier, puis de Longueuil, dans les années 1960.

## Historique
Avant 1969, il était connu sous le nom de « chemin de Gentilly ».

## Bâtiments remarquables et lieux de mémoire
- Palais de Justice de Longueuil

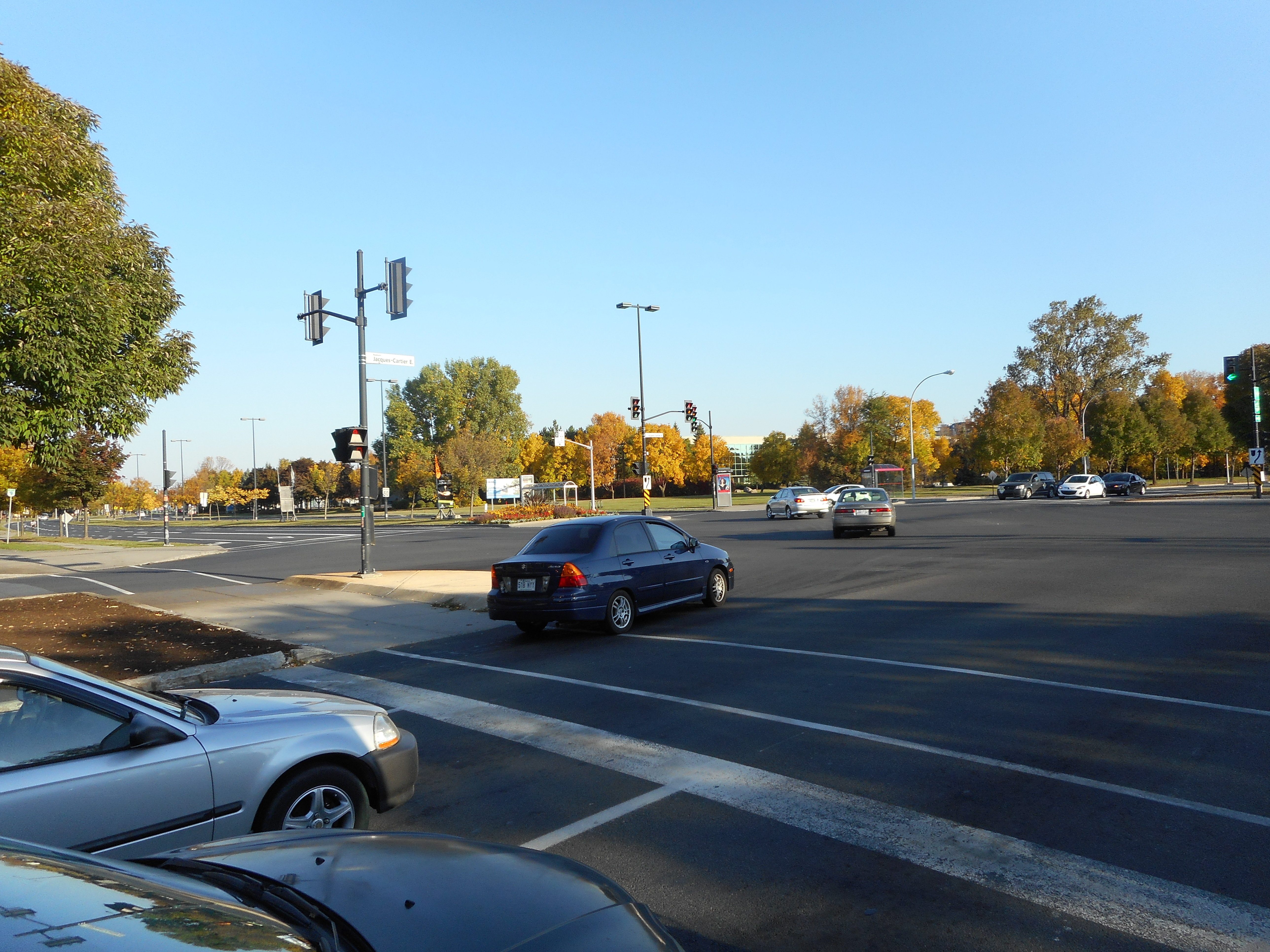
Intersection des boulevards Jacques-Cartier et Roland-Therrien.